# Motion Picture News

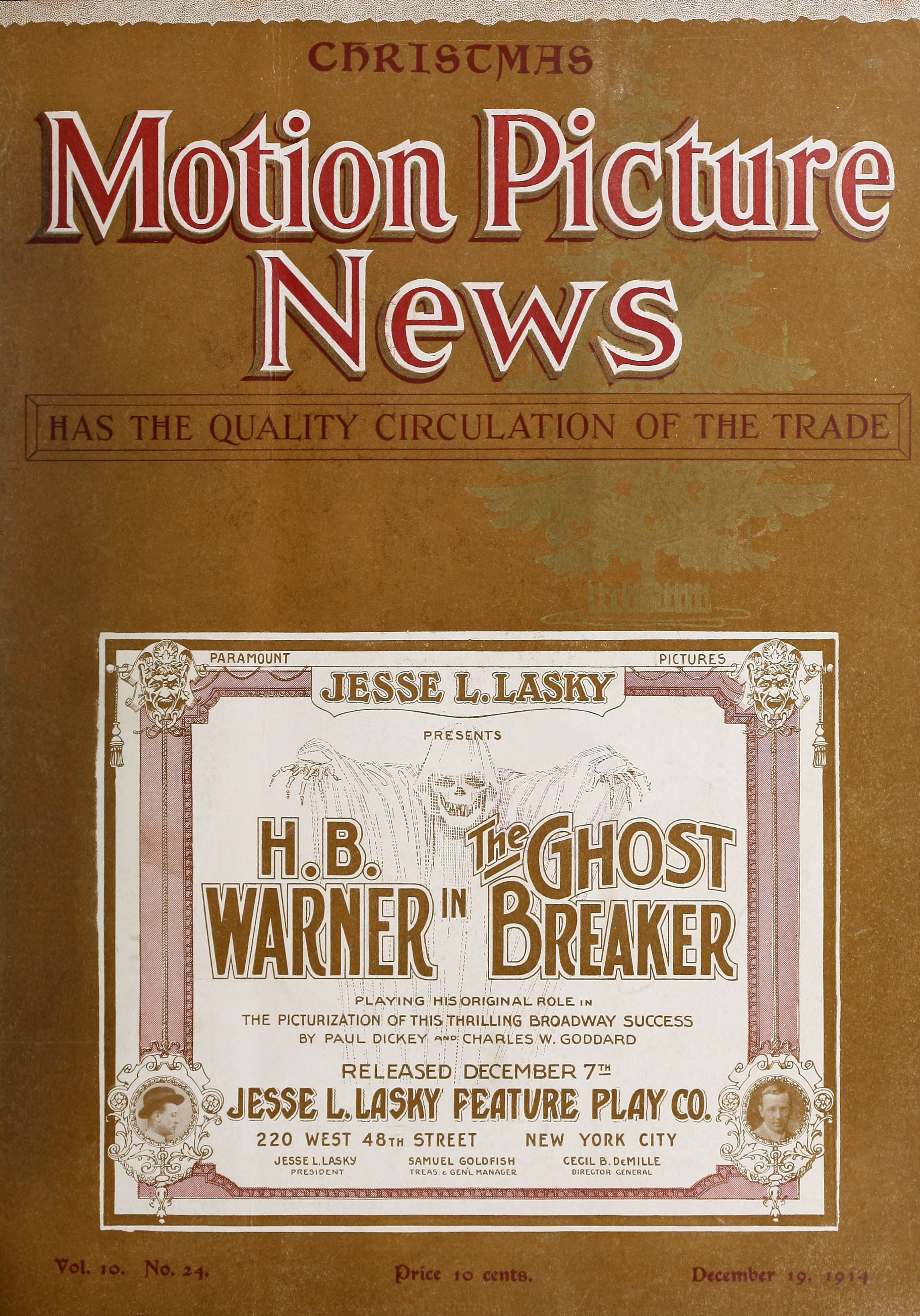
Couverture de l'édition de décembre 1914 de Motion Picture News.

Motion Picture News est une revue américaine de cinéma, publiée entre 1913 et 1930. C'était une alternative indépendante au magazine dominant de l'époque, Motion Picture World.

## Historique
Motion Picture News est issu de la fusion de Moving Picture News et The Exhibitors' Times, tous deux fondés plus tôt en 1913,.
Après avoir été racheté par After Martin Quigley en 1930, la publication a été fusionnée avec Exhibitors' Herald World pour devenir The Motion Picture Herald,.

## Galerie

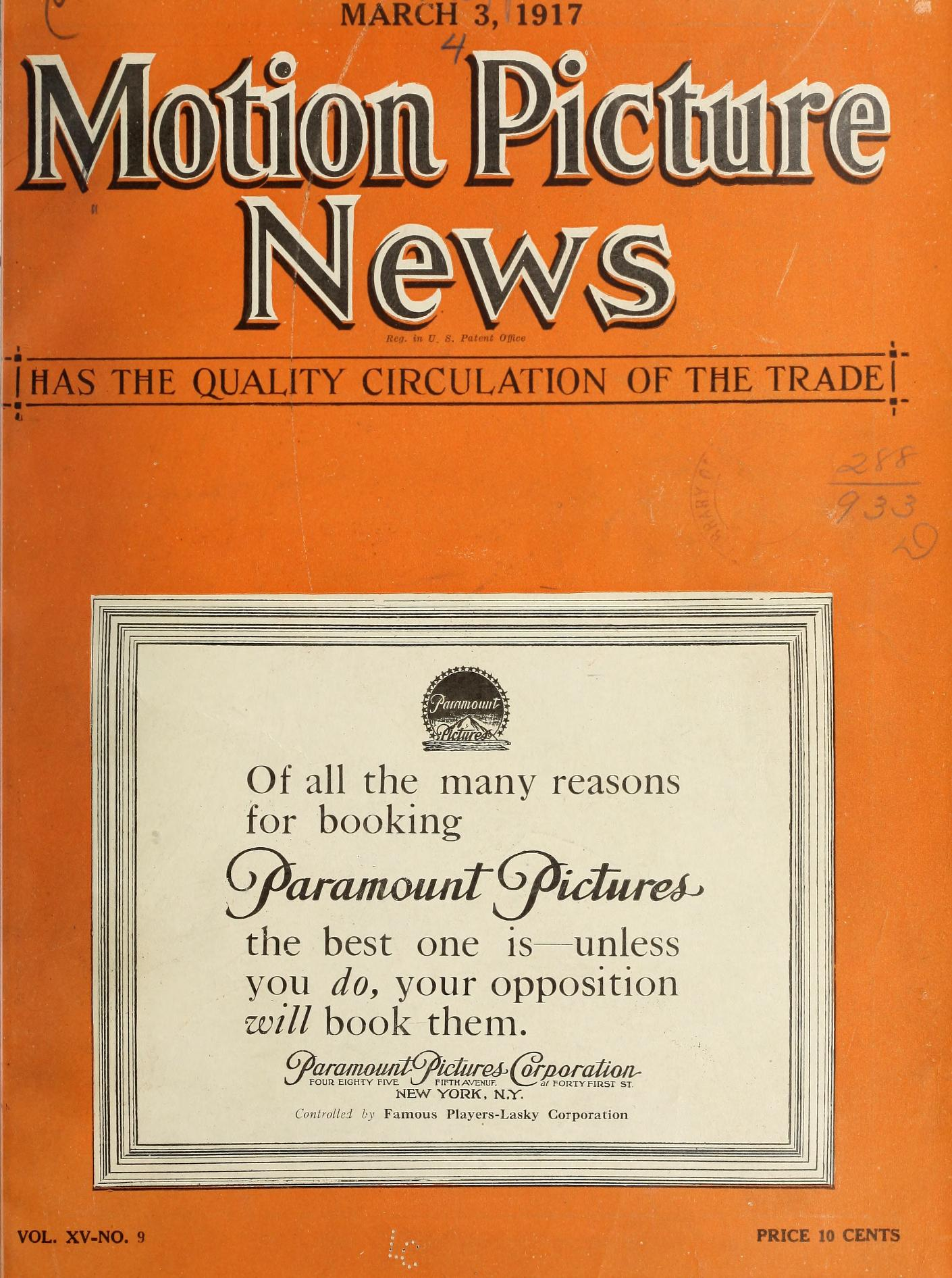
Couverture de l'édition de mars 1917.
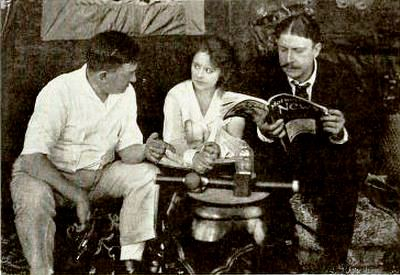
Le réalisateur Perry N. Vekroff et les acteurs Frankie Mann et Stuart Holmes, lisant le magazine Motion Picture News (1920).
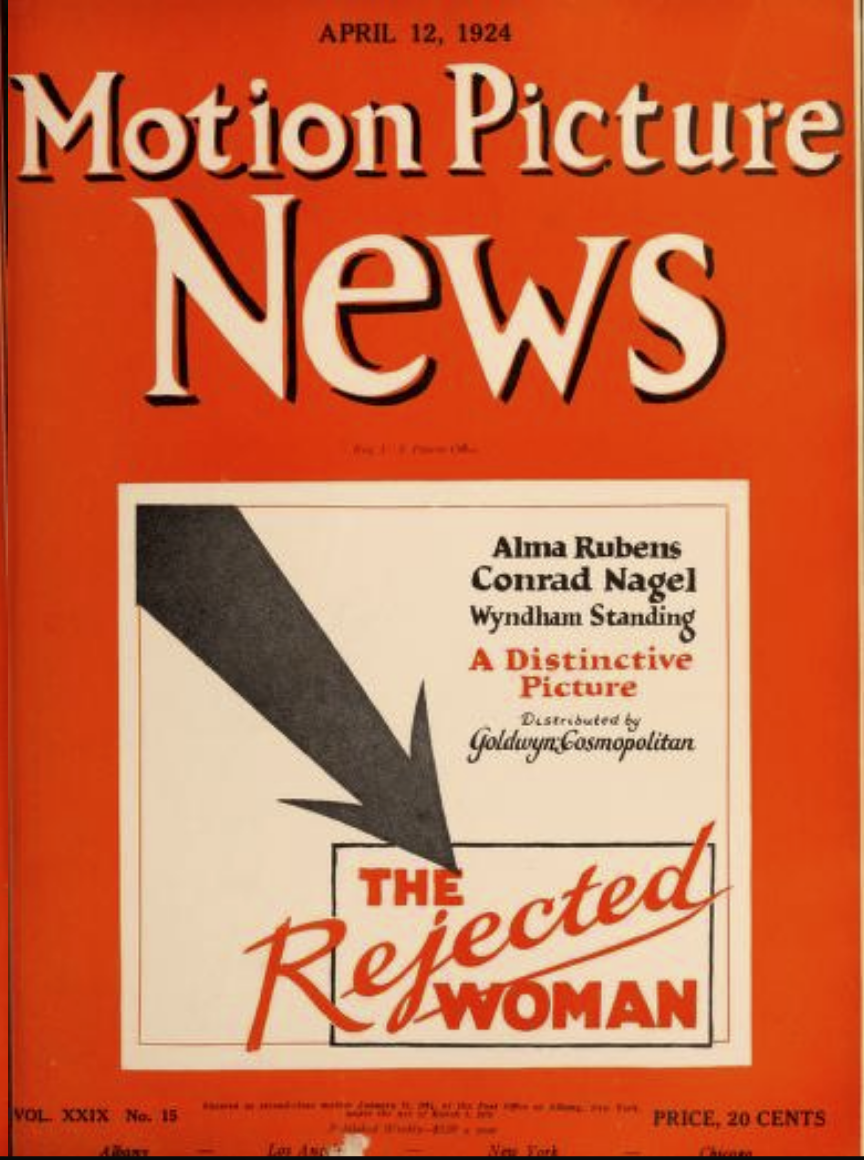
Page de couverture en avril 1924.
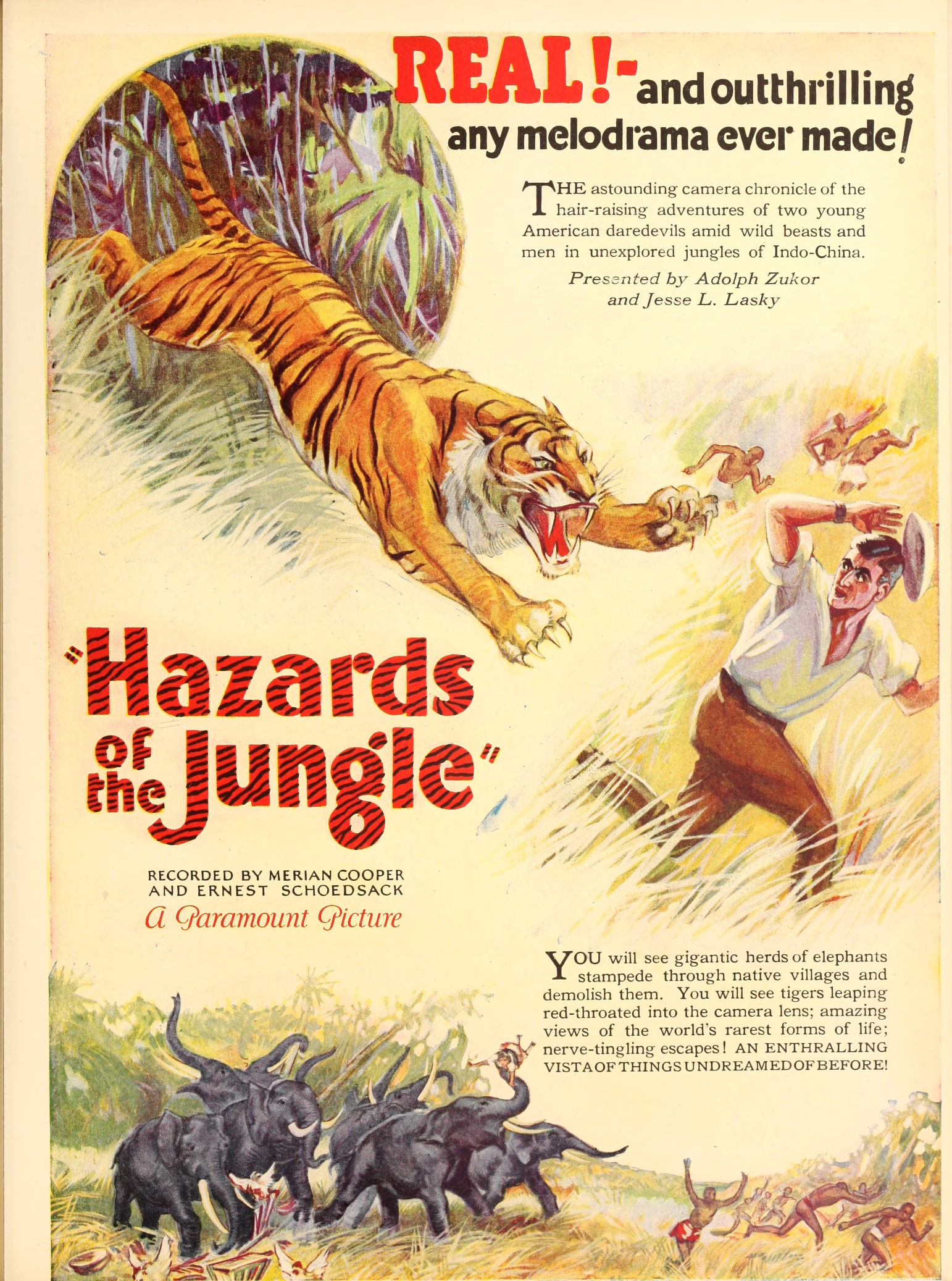
Une page de Motion Picture News en 1926.